# Tang Hou
Tang Hou ou T'ang Heou ou T'ang Hou (湯垕) est un chinois historien de l'art, théoricien et critique pictural du XIVe siècle. Sa période d'activité se situe approximativement dans le premier tiers de ce XIVe siècle. Ses dates de naissance et de décès ne sont pas connues.

## Biographie
Il est l'auteur du Gujin Huajian, où il donne un jugement critique sur l'œuvre d'une soixantaine d'artistes, depuis l'époque des Trois Royaumes (1221) jusqu'à la fin de la dynastie Song (1279), en quelques analyses remarquables. Son court ouvrage Hua Lun rassemble, quant à lui, ses expériences et réflexions de connaisseur en divers propos discontinus.

## Les Indépendants
Avant les années 1340-1350, les paysagistes prennent pour modèle les maîtres du XIIe siècle: Li Cheng et Guo Xi. Quelques emprunts sont faits aux peintres du Sud: Dong Yuan et Juran. Tang Di, élève de Zhao Mengfu, illustre un poème de Wang Wei dans la manière de Li et de Guo. Ce qui porte l'empreinte de la personnalité échappe à toute copie. Le libre épanchement de l'être profond caractérise les artistes appartenant à la seconde moitié de la dynastie des Ming. Qian Xuan, Zhao Mengfu et Gao Kegong reprochent aux académiciens de Hangzhou la recherche de la séduction et, à la peinture d'inspiration Chan, l'excès d'indépendance. Une indépendance abusive est ressentie comme un danger à une époque de désarroi. Le témoignage de Tang Hou est ici important: « Actuellement, quand ils regardent des peintures, les gens ne tiennent pas compte de ce qui se transmet de maître à disciple. Ils ne consultent pas les répertoires. Ce qui ne répond pas à leur idée, ils le considèrent comme mauvais. Quand on leur demande pourquoi ils estiment que telle œuvre est faible, ils sont parfaitement incapables de répondre»,.
Aucune impulsion directrice ne vient d'en haut. Il faut étudier les œuvres, consulter les connaisseurs, emprunter les textes et les apprendre presque par cœur pour éviter le manque total de discernement. La fidélité au passé n'implique pas chez Tang Hou une attitude de conservatisme stérile. Tang Hou reproche à ses contemporains de juger les œuvres d'art sur la ressemblance formelle d'abord, puis sur la couleur et le sujet illustré. Quand ils jouent avec le pinceau et l'encre, les hommes de caractère élevé, les grands lettrés, laissent s'épancher leur cœur profond. Pour goûter le charme de leurs peintures, c'est à la vérité expressive, à la conception d'ensemble qu'il faut s'attacher. L'essentiel ne réside pas dans les moyens techniques, mais dans l'intime qualité de l'artiste.
Sous les Song du Nord, un Guo Ruoxu, un Su Shi ne sacrifient pas à l'expression de la personnalité l'observation de la nature. Tang Hou le constate sous les Yuan: Dong Yuan capte l'esprit des montagnes, Li Sheng leur constitution physique et Fan Kuan leur structure osseuse. Au XIVe siècle, l'expression xieyi prend toute sa valeur. Xie (écrire, transcrire) signifie aussi « décharger ». Quand il jette une esquisse sur le papier, le peintre se décharge de son énergie, comme le fait le calligraphe en traçant un trait. Ses paysages sont plus écrits que peints, et les textes calligraphiés sur le rouleau font partie intégrante de la composition. Le plus âgé des quatre maîtres, Wu Zhen, peint dans le style dit du « trait unique ».
On sait que le xieyi est le mode d'expression des lettrés « Peindre des pruniers en fleurs, des bambous, des orchidées, écrit Tang Hou, c'est esquisser les pruniers en fleurs, les bambous, les orchidées. Pourquoi? C'est que les fleurs sont d'une pureté extrême. Qui les peint doit les transcrire au moyen de l'idée. [Son art] ne consiste pas seulement en la saisie de la ressemblance formelle ». Chez Wen Tong et le moine Zhongren (XIe siècle), l'idée se forme dans la substance de l'esprit « qui est quiétude et vacuité foncière ». Qui repose dans la quiétude voit « toute chose dans sa nature foncière, qui est foncièrement et d'elle-même [pureté] »,.
Pour un lettré, jouer avec l'encre est une activité de surcroît où se loge l'« exultation »d'un instant: si l'idée est présente, ne pas chercher la ressemblance extérieure. Tel est le sentiment de Tang Hou. L'art de regarder une peinture consiste d'abord à considérer le rythme spirituel, puis à porter son attention sur la « conception », le travail du pinceau, la couleur, et après seulement, à regarder la ressemblance formelle. La primauté donnée au rythme spirituel sur la ressemblance formelle caractérise l'esthétique des lettrés.

## Théorie sur l'art selon Tang Hou

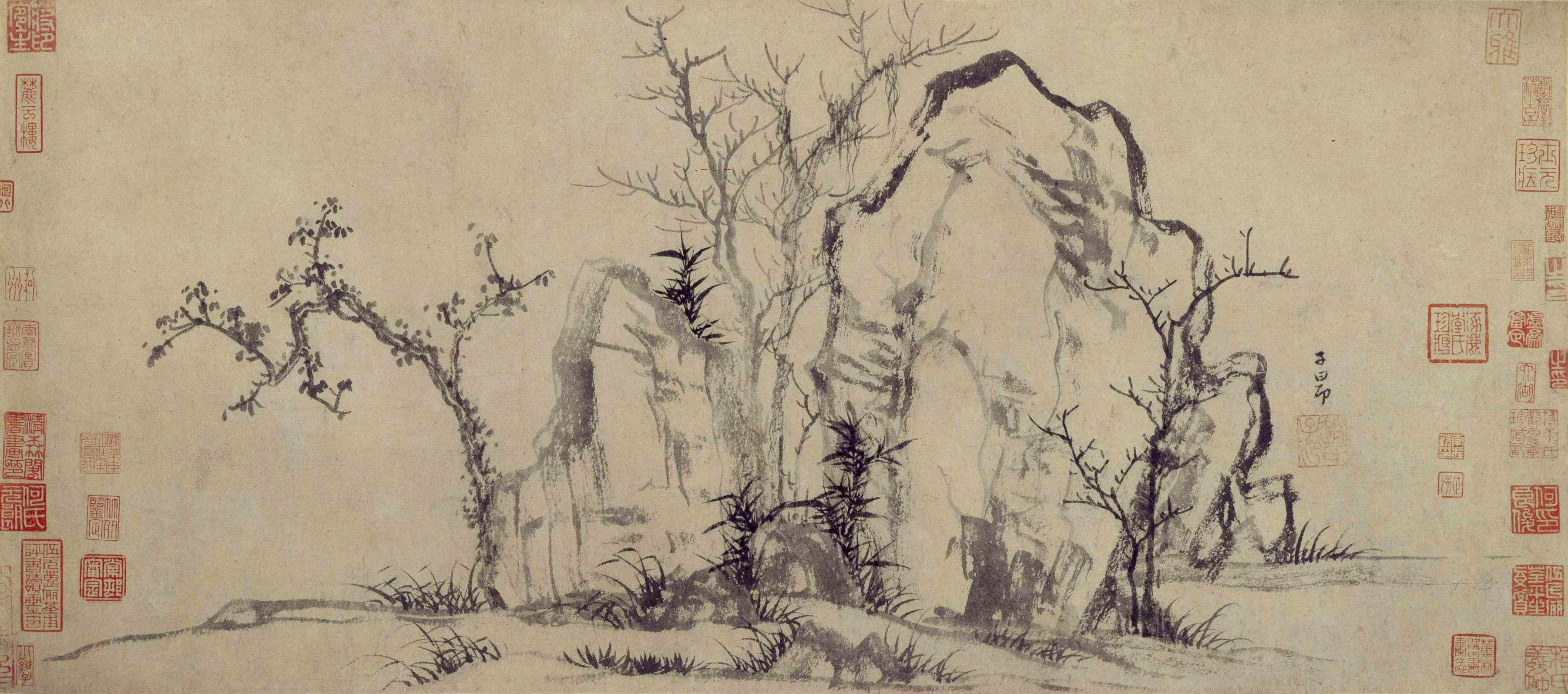
Rochers élégants et arbres épars par Zhao Mengfu.

Lorsque Tang Hou observe et porte une critique sur œuvre d'un artiste entre-autres, ici de Zhao Mengfu pour sa peinture Rochers élégants et arbres épars, laquelle est accompagnée d'un quatrain:

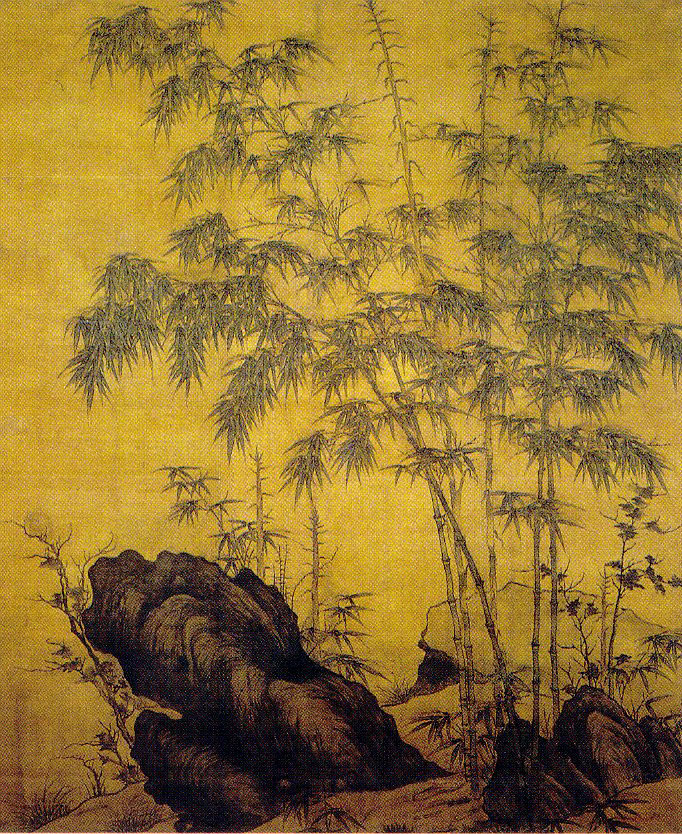
Bambous et rochers par Li Kan.

Les rochers comme dans le «blanc volant», les arbres comme dans l'écriture des sceaux,
En peignant des bambous, on applique la technique du déploiement des huit.
Ceux qui comprennent parfaitement cela
Savent que calligraphie et peinture ont toujours été la même chose.

Le caractère douteux de cette déclaration — qui s'applique seulement à une fraction mineure de la peinture chinoise — n'empêche pas qu'elle ait été largement répétée ni qu'elle amène un nombre incalculable de calligraphes à orienter leur talent vers la peinture, avec généralement un succès limité. Ce qui est admirable dans cette œuvre, ce n'est pas Zhao le maître calligraphe, mais Zhao le peintre éminemment accompli; ce ne sont pas les traits de pinceau «calligraphiques» en eux-mêmes, mais leur fonction dans la représentation.
Tang Hou, connaisseur et théoricien de l'art qui adopte et développe les idées de Zhao Mengfu, observe que « peindre des fleurs de prunier [à l'encre] se dit écrire [xie] des fleurs de prunier; peindre des bambous se dit écrire des bambous; peindre des orchidées se dit écrire des orchidées ». Tang continue en citant un vers d'un poète de la période Song: «Si l'idée est adéquate, ne cherche pas la ressemblance extérieure». Mais cette association de la « capture de l'idée » avec le style spontané de l'encre monochrome, et de la « recherche de la ressemblance extérieure » avec des styles minutieux et conservateurs, a elle aussi une validité limitée; il est difficile de démontrer que la peinture Bambous et rochers de Li Kan réussit moins bien à exprimer l'« idée » ou l'« essence » du bambou que celle de Zhao. L'excitation visuelle que provoque chez le spectateur une peinture comme celle de Zhao vient de sa lecture des traits de pinceau à la fois comme éléments d'une image et comme traces expressives de la main de l'artiste.